# Bosniaken in der Türkei
Die Bosniaken in der Türkei (türkisch: Türk Boşnakları) sind eine ethnische Minderheit, die ihre Wurzeln in Bosnien und Herzegowina hat. Sie sind Nachfahren von Migranten, die im Laufe der Jahrhunderte aus dem Balkan in das Osmanische Reich und später in die Türkei ausgewandert sind. Die genaue Anzahl der Bosniaken in der Türkei ist schwer zu bestimmen, da sie oft als Teil der muslimischen Bevölkerung registriert werden, Heutzutage wird die Zahl der Nachfahren von Bosniaken in der Türkei je nach Quelle unterschiedlich angegeben. Schätzungen reichen von fünf über sieben bis hin zu acht oder sogar zwölf Millionen. Diese Zahlen verdeutlichen die bedeutende Präsenz der bosniakischen Gemeinschaft in der Türkei und ihre weitreichende Verbreitung innerhalb des Landes.

## Geschichte
Die Migration der Bosniaken in die Türkei begann im 15. Jahrhundert nach der Eroberung des Königreich Bosniens durch das Osmanische Reich. Während der osmanischen Herrschaft kam es zu einer stetigen Migration von Bosniaken in verschiedene Teile des Reiches, einschließlich Anatolien. Ein bedeutender Teil dieser Migration fand nach dem Ende des Krimkriegs (1853–1856) und insbesondere nach dem Berliner Kongress von 1878 statt, als Bosnien und Herzegowina unter die Verwaltung Österreich-Ungarns gestellt wurde. Viele Bosniaken entschieden sich, das Land zu verlassen, um unter muslimischer Herrschaft zu bleiben, und wanderten in die Türkei aus. Darunter auch Jazzar Pasha, ein berühmter Bosniake, der aus dem Sandzak Herzegovina ins Osmanische Reich auswanderte. Er erlangte Bekanntheit durch seine erfolgreiche Schlacht gegen Napoleon und seine Führungsrolle als Gouverneur von Akkon.

### Die Zwischenkriegszeit und der Zweite Weltkrieg
In der Zwischenkriegszeit und besonders nach dem Zweiten Weltkrieg kam es erneut zu einer bedeutenden Auswanderung von Bosniaken in die Türkei. Die politischen Spannungen und ethnischen Konflikte im ehemaligen Jugoslawien trieben viele Bosniaken dazu, in die Türkei zu fliehen. Während dieser Zeit etablierten sich zahlreiche bosniakische Gemeinschaften in Städten wie Istanbul, Izmir und Bursa, wo sie ihre Kultur, Sprache und Traditionen bewahrten.

### Der Zerfall Jugoslawiens und die 1990er Jahre
Der Zerfall Jugoslawiens in den 1990er Jahren und die darauffolgenden Kriege in Bosnien und Herzegowina führten zu einer erneuten Fluchtwelle von Bosniaken in die Türkei. Die türkische Regierung öffnete ihre Türen für Flüchtlinge und leistete umfangreiche humanitäre Hilfe. Diese Zeit führte zu einer Stärkung der bereits bestehenden bosniakischen Diaspora in der Türkei und förderte die kulturellen und familiären Verbindungen zwischen den beiden Ländern.

## Kultur
Die Bosniaken in der Türkei sind in vielerlei Hinsicht gut in die türkische Gesellschaft integriert, haben jedoch ihre eigene kulturelle Identität bewahrt. Dies zeigt sich in der Pflege von Traditionen wie der bosnischen Küche, Volksmusik und Tänzen. Bosniakische Kulturvereine und Organisationen spielen eine wichtige Rolle bei der Förderung und Bewahrung der bosniakischen Kultur und Identität in der Türkei. So entstand auch "Yenibosna" (ehemalig Saraybosna), ein Stadtteil im europäischen Teil Istanbuls, der besonders für seine starke bosniakische Gemeinschaft bekannt ist. Der Stadtteil beherbergt zahlreiche bosnische Restaurants, Kulturvereine und Moscheen, die das Erbe und die Traditionen der bosniakischen Gemeinschaft lebendig halten.

## Religion
Die Religion spielt ebenfalls eine zentrale Rolle in der Identität der Bosniaken in der Türkei. Als sunnitische Muslime teilen sie dieselbe Religion wie die Mehrheit der türkischen Bevölkerung, was die Integration erleichtert hat.

## Persönlichkeiten

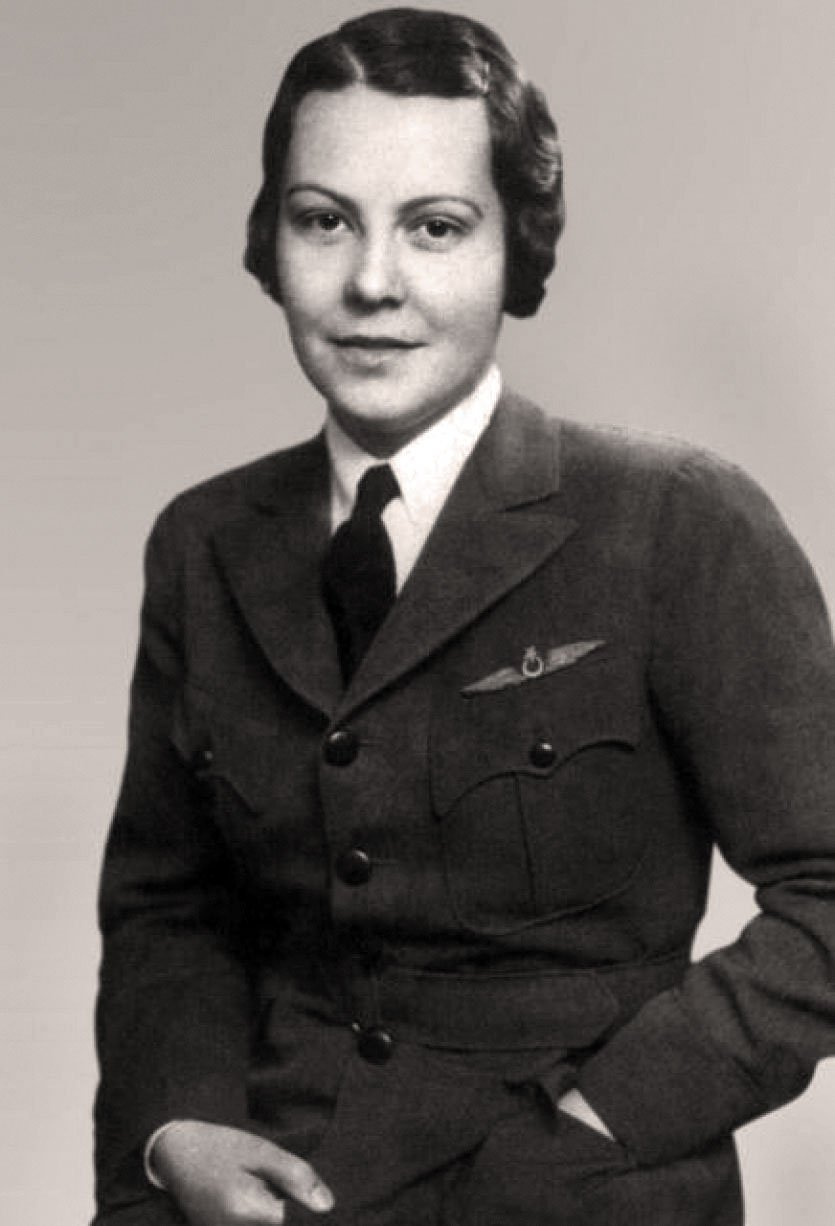
Sabiha Gökçen in Pilotinnenuniform (aufgenommen in den 1930er Jahren).

- Sabiha Gökçen (1913–2001): Sabiha Gökçen, eine der Adoptivtöchter von Mustafa Kemal Atatürk, war die erste weibliche Kampfpilotin der Welt und eine Ikone der türkischen Luftfahrtgeschichte. Sie entstammte der bosniakischen Ethnie und wurde als Symbol für die Modernisierung und Emanzipation der Frauen in der Türkei bekannt. Gökçen flog zahlreiche Missionen und wurde für ihre Verdienste in der türkischen Luftwaffe hochgeschätzt. Der internationale Flughafen Sabiha Gökçen in Istanbul wurde nach ihr benannt und ehrt ihr Erbe als Pionierin der Luftfahrt.[14]

- Jazzar Pasha (1720–1804): Jazzar Pasha war ein bedeutender bosniakischer Militärführer, der vom Eyâlet Bosnien ins Osmanische Reich auswanderte und dort eine herausragende Karriere machte. Er wurde vor allem für seine erfolgreiche Verteidigung der Stadt Akkon gegen Napoleon Bonaparte im Jahr 1799 berühmt. Als Gouverneur von Akkon und der umliegenden Regionen spielte er eine zentrale Rolle in der osmanischen Verwaltung. Jazzar Pasha, der bosniakischer Herkunft war, wurde für seine strategische Brillanz und Führungsstärke hochgeschätzt[15]

- Begüm Kütük Yaşaroğlu (* 1980), Schauspielerin und Model
- Berk Hakman (* 1981), Schauspieler und Model
- Birkan Sokullu (* 1985), Schauspieler und Model
- Bülent Ecevit (1925–2006), Politiker, viermal Ministerpräsident der Türkei (bosniakisch mütterlicherseits)
- Erkan Baş (* 1979), Politiker und Wissenschaftler
- Farah Zeynep Abdullah (* 1989), Schauspielerin und Sängerin
- Furkan Andıç (* 1990), Schauspieler
- Kıvanç Tatlıtuğ (* 1983), Schauspieler, Synchronsprecher und Model
- Seda Bakan (* 1985), Schauspielerin
- Sedef Avcı (* 1982), Schauspielerin und Model